# Thees Uhlmann

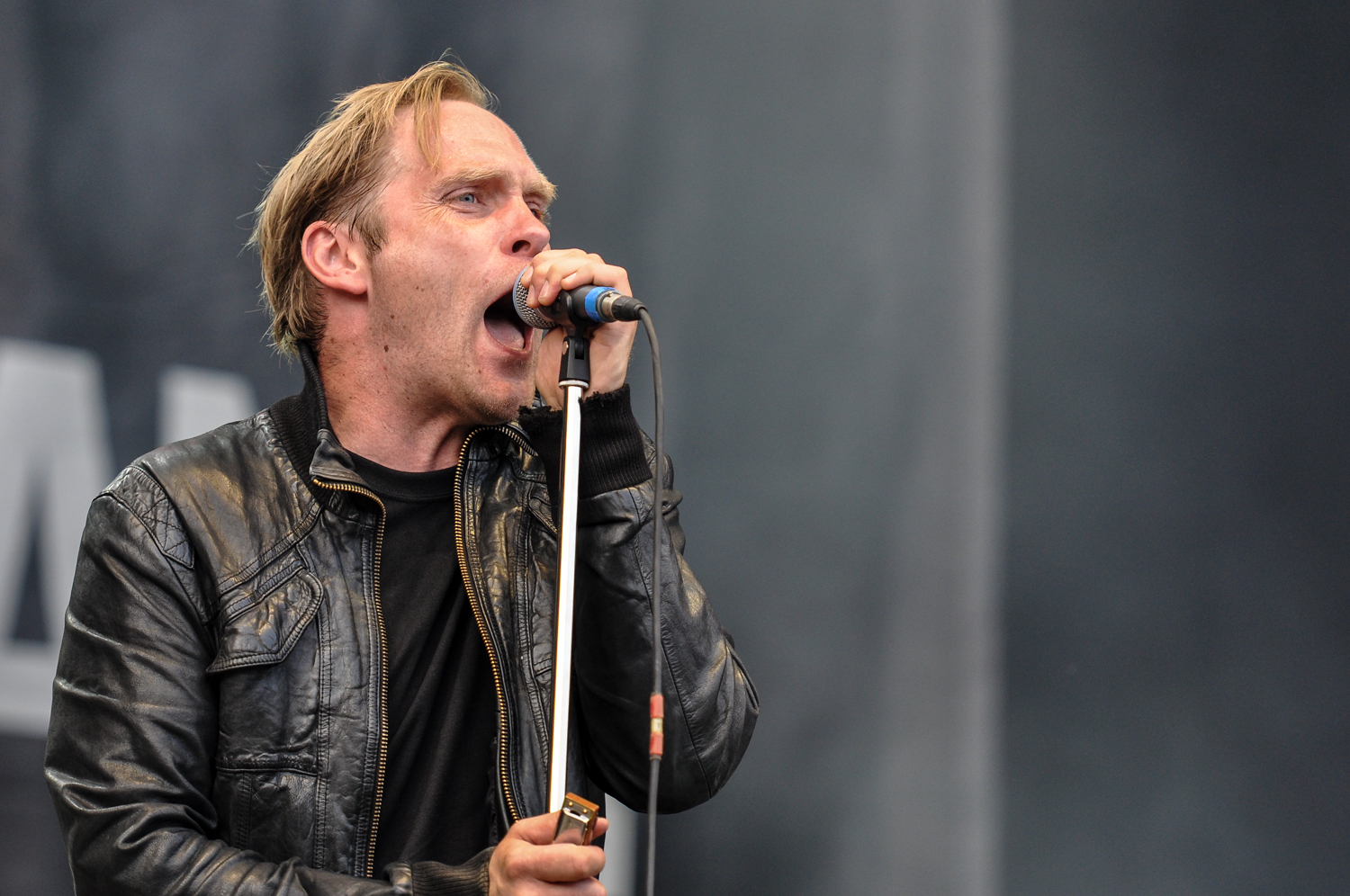
Thees Uhlmann auf dem Greenville Festival 2013

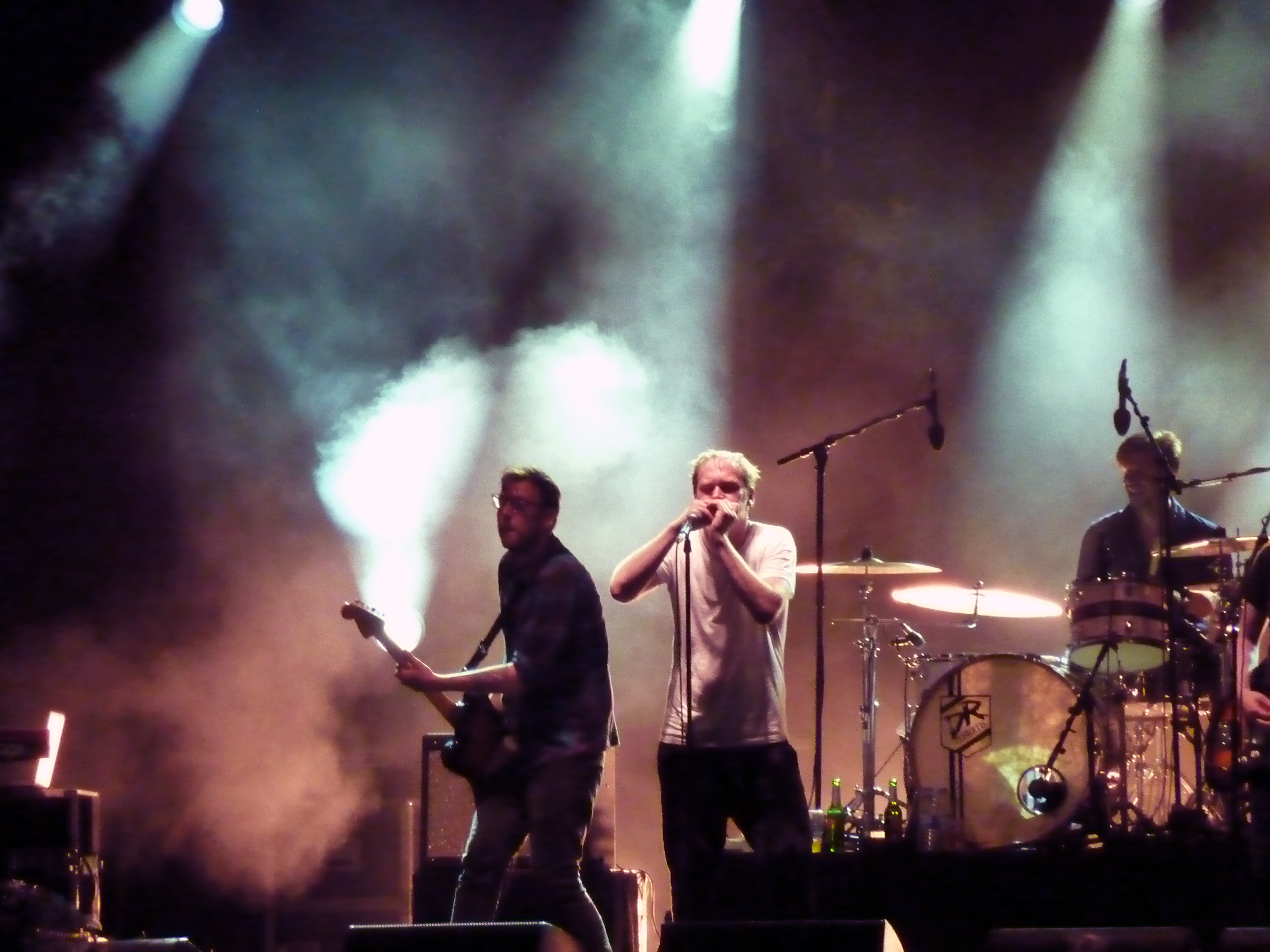
Thees Uhlmann beim gamescom Festival 2012

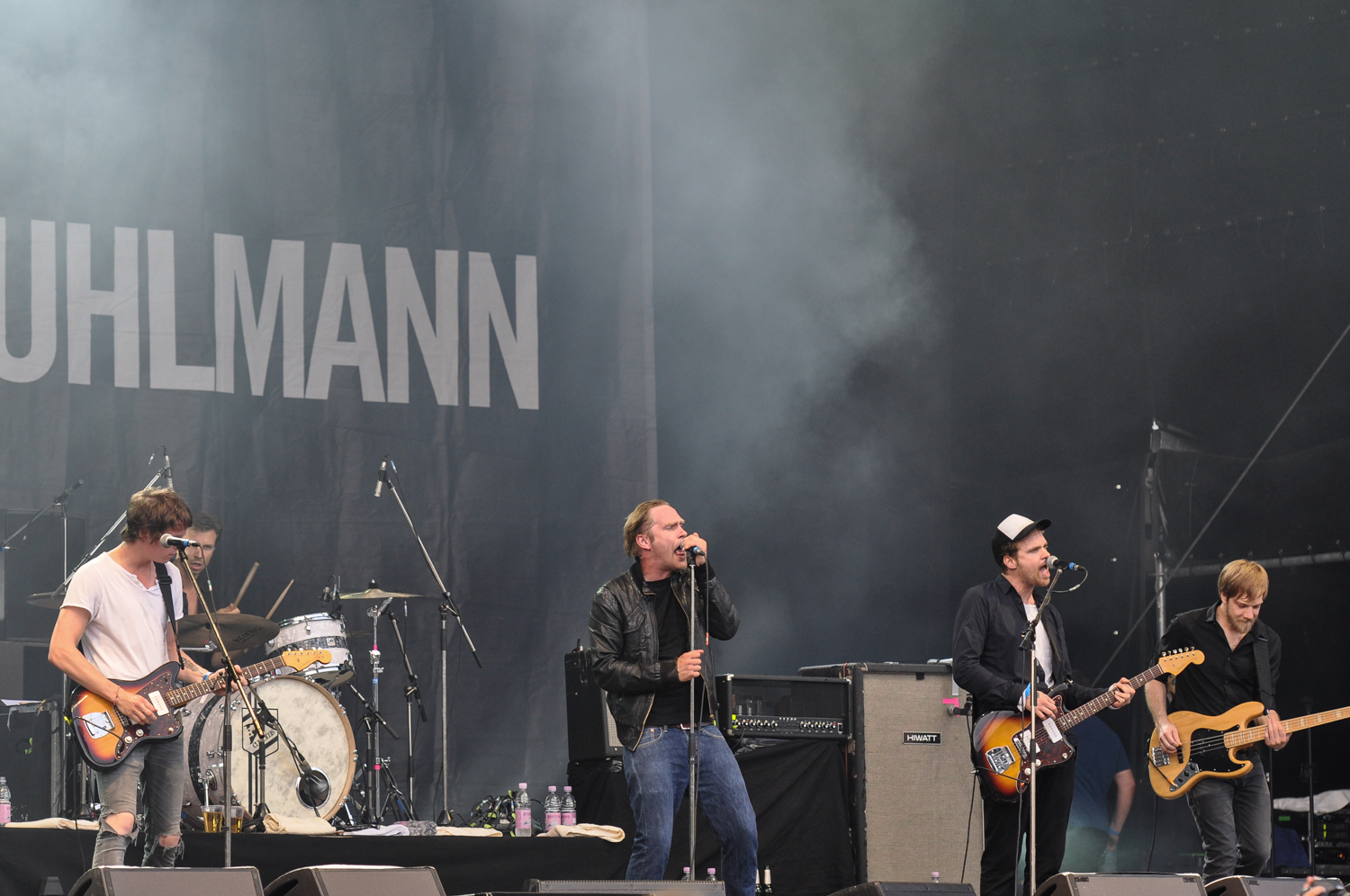
Thees Uhlmann und Band beim Greenville Festival 2013

Thees Uhlmann (* 16. April 1974 in Hemmoor) ist ein deutscher Musiker, Autor und Hörbuch-Interpret. Er ist Gründungsmitglied und Sänger der Hamburger Band Tomte, außerdem ist er als Solokünstler tätig.

## Leben
Uhlmann wuchs zusammen mit seinem Bruder in der Kleinstadt Hemmoor auf. Seine Erziehung nennt er „humorvoll-konservativ“ und „autoritär-freigeistig“. Bereits zu Schulzeiten gründete Uhlmann Ende der 1980er die Band, aus der 1994 Tomte hervorgehen sollte. Nach dem Abitur am Gymnasium Warstade in Hemmoor im Jahr 1993 machte Uhlmann Zivildienst und begann 1996 ein Lehramtsstudium in den Fächern Politik und Englisch an der Universität zu Köln. Nach zwei Jahren wechselte er an die Universität Hamburg. Nach den ersten Erfolgen mit Tomte brach er 2000 sein Studium ab.
Im Jahr 1999 begleitete Thees Uhlmann die befreundete Band Tocotronic auf Tour als Busfahrer und Backliner und schrieb darüber das Buch Wir könnten Freunde werden. Die Tocotronic-Tourtagebücher. Daneben schrieb er unter anderem für Intro, Spex, Visions und Musikexpress.
Zusammen mit den Kettcar-Musikern Marcus Wiebusch und Reimer Bustorff gründete er 2002 das eigene Label Grand Hotel van Cleef (GHvC).
2005 stand er für den Film Keine Lieder über Liebe zusammen mit Jürgen Vogel und Heike Makatsch vor der Kamera. Er spielte den Gitarristen der zunächst fiktiven Hansen Band, welche im selben Jahr auf Tour ging und ein Album veröffentlichte. Am 6. Mai 2011 erschien bei Tapete Records ein Tributealbum für die Band Superpunk, für das Uhlmann den Song Ein bisschen Seele beisteuerte.
Ab Sommer 2011 startete Uhlmann seine Solokarriere. Mit seiner Band um Tobias Kuhn (Gitarre), Nikolai Potthoff (Gitarre), Julia Hügel (Keyboard), Markus Perner (Schlagzeug) und Hubert Steiner (Bass) spielte er im Sommer 2011 auf zahlreichen Festivals, darunter Rock am Ring, Rock im Park, Hurricane Festival, Area4 und auf dem Highfield-Festival. Mitte Juni 2011 erschien anlässlich einer Mini-Tournee durch Kanada eine 7"-Single, auf der Uhlmann gemeinsam mit der kanadischen Band Imaginary Cities zwei seiner Lieder auf Englisch bzw. Französisch eingespielt hat und zudem den Song Hummingbird dieser Band covert. Am 26. August 2011 erschien das selbstbetitelte Soloalbum Thees Uhlmann beim Grand Hotel van Cleef. Mit der ersten Singleauskopplung Zum Laichen und Sterben ziehen die Lachse den Fluss hinauf trat Uhlmann für Hamburg beim Bundesvision Song Contest 2011 an und belegte den achten Platz.
Am 30. August 2013 ist das zweite Soloalbum unter dem Namen #2 veröffentlicht worden. Am 7. März wurde als erste Single ausgekoppelt, eine Hommage an den Geburtstag von Uhlmanns Mutter, in dem verschiedene kulturelle und geschichtliche Ereignisse dieses Tages aufgezählt werden. Als zweite Single folgte Zugvögel.
In einem Interview nach Erscheinen seines zweiten Soloalbums erklärte Uhlmann, bei seinen Touren mit Thees Uhlmann & Band keine Songs von Tomte in die Setlist aufnehmen zu wollen; mittlerweile kommen jedoch bei Live-Auftritten als Solokünstler Lieder von Tomte (etwa Die Schönheit der Chance) vor.
Ende 2014 beteiligte sich Uhlmann an der Charity-Aktion Band Aid 30 Germany und der deutschen Version des Songs Do They Know It’s Christmas?.

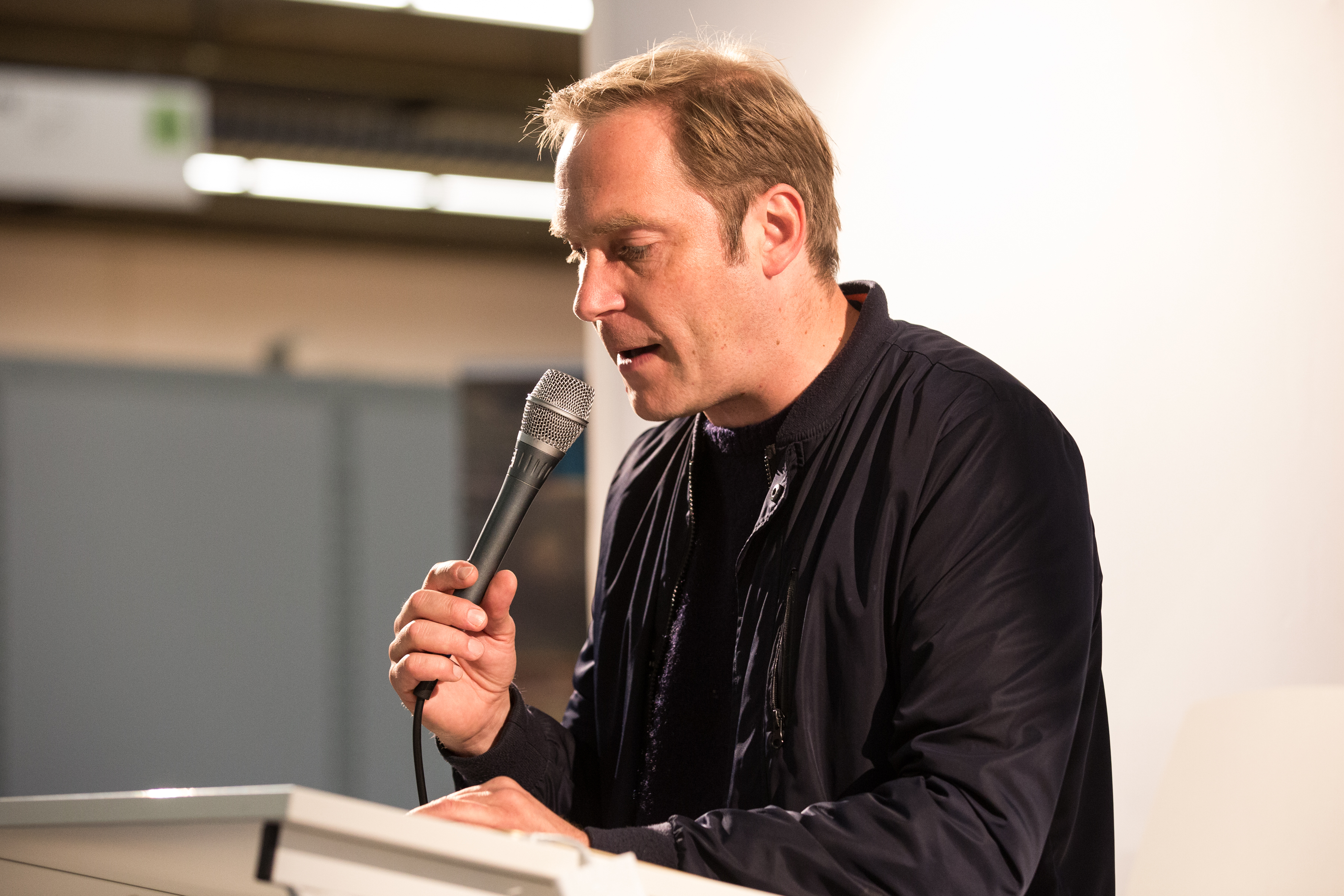
Thees Uhlmann auf der Frankfurter Buchmesse (2015)

Am 8. Oktober 2015 erschien Uhlmanns erster Roman mit dem Titel Sophia, der Tod und ich bei dem Verlag Kiepenheuer & Witsch. Im Anschluss folgte eine Lesetour durch Deutschland, Österreich und die Schweiz. Sophia, der Tod und ich wurde später unter der Regie von Charly Hübner verfilmt. Der gleichnamige Film startete am 31. August 2023 in Deutschland im Kino.
Am 20. September 2019 erschien Uhlmanns drittes Soloalbum mit dem Namen Junkies und Scientologen. Der auf dem Album enthaltene Song Danke für die Angst ist eine Hommage an den amerikanischen Horror-Autor Stephen King.
Am 10. Oktober 2019 erschien sein drittes Buch Thees Uhlmann über Die Toten Hosen, in dem er seine Freundschaft zur deutschen Band Die Toten Hosen beschreibt.
Er wurde auf Vorschlag der SPD zum Mitglied der 17. Bundesversammlung für Niedersachsen gewählt.
Uhlmann lebte mehrere Jahre in Köln und Hamburg-St. Pauli. Seit 2005 wohnt er in Berlin-Kreuzberg. Er ist Vater einer Tochter und Anhänger des FC St. Pauli.

## Diskografie

### Studioalben
| Jahr | Titel                    | Höchstplatzierung, Gesamtwochen, AuszeichnungChartplatzierungen (Jahr, Titel, Platzierungen, Wochen, Auszeichnungen, Anmerkungen) | Höchstplatzierung, Gesamtwochen, AuszeichnungChartplatzierungen (Jahr, Titel, Platzierungen, Wochen, Auszeichnungen, Anmerkungen) | Höchstplatzierung, Gesamtwochen, AuszeichnungChartplatzierungen (Jahr, Titel, Platzierungen, Wochen, Auszeichnungen, Anmerkungen) | Anmerkungen                              |
| Jahr | Titel                    | DE | AT | CH | Anmerkungen                              |
| ---- | ------------------------ | --- | --- | --- | ---------------------------------------- |
| 2011 | Thees Uhlmann            | DE4 (9 Wo.)DE | AT16 (3 Wo.)AT | — | Erstveröffentlichung: 26. August 2011    |
| 2013 | #2                       | DE2 (5 Wo.)DE | AT5 (3 Wo.)AT | CH96 (1 Wo.)CH | Erstveröffentlichung: 30. August 2013    |
| 2019 | Junkies und Scientologen | DE2 (8 Wo.)DE | AT22 (2 Wo.)AT | CH72 (1 Wo.)CH | Erstveröffentlichung: 20. September 2019 |

### Livealben und Kompilationen
| Jahr | Titel                                                    | Höchstplatzierung, Gesamtwochen, AuszeichnungChartplatzierungen (Jahr, Titel, Platzierungen, Wochen, Auszeichnungen, Anmerkungen) | Höchstplatzierung, Gesamtwochen, AuszeichnungChartplatzierungen (Jahr, Titel, Platzierungen, Wochen, Auszeichnungen, Anmerkungen) | Höchstplatzierung, Gesamtwochen, AuszeichnungChartplatzierungen (Jahr, Titel, Platzierungen, Wochen, Auszeichnungen, Anmerkungen) | Anmerkungen                            |
| Jahr | Titel                                                    | DE | AT | CH | Anmerkungen                            |
| ---- | -------------------------------------------------------- | --- | --- | --- | -------------------------------------- |
| 2022 | 100.000 Songs – Live in Hamburg                          | DE6 (2 Wo.)DE | — | — | Erstveröffentlichung: 2. Dezember 2022 |
| 2024 | Sincerely, Thees Uhlmann – Das Beste von Tomte bis heute | DE7 (1 Wo.)DE | — | — | Erstveröffentlichung: 6. Dezember 2024 |

### Singles
| Jahr | Titel Album                                                              | Höchstplatzierung, Gesamtwochen, AuszeichnungChartplatzierungen (Jahr, Titel, Album, Platzierungen, Wochen, Auszeichnungen, Anmerkungen) | Höchstplatzierung, Gesamtwochen, AuszeichnungChartplatzierungen (Jahr, Titel, Album, Platzierungen, Wochen, Auszeichnungen, Anmerkungen) | Höchstplatzierung, Gesamtwochen, AuszeichnungChartplatzierungen (Jahr, Titel, Album, Platzierungen, Wochen, Auszeichnungen, Anmerkungen) | Anmerkungen                                         |
| Jahr | Titel Album                                                              | DE | AT | CH | Anmerkungen                                         |
| ---- | ------------------------------------------------------------------------ | --- | --- | --- | --------------------------------------------------- |
| 2011 | Zum Laichen und Sterben ziehen die Lachse den Fluss hinauf Thees Uhlmann | DE52 (7 Wo.)DE | — | — | Erstveröffentlichung: 19. August 2011               |
| 2011 | & Jay-Z singt uns ein Lied Thees Uhlmann                                 | — | — | — | Erstveröffentlichung: 4. November 2011 feat. Casper |
| 2012 | Das Mädchen von Kasse 2 Thees Uhlmann                                    | — | — | — | Erstveröffentlichung: 16. März 2012                 |
| 2013 | Am 7. März #2                                                            | — | — | — | Erstveröffentlichung: 16. August 2013               |
| 2013 | Zugvögel #2                                                              | — | — | — | Erstveröffentlichung: 8. November 2013              |
| 2021 | Club 27 –                                                                | DE aDE | — | — | Erstveröffentlichung: 5. April 2021                 |
| 2023 | Egal was ich tun werde, ich habe immer an dich gedacht –                 | — | — | — | Erstveröffentlichung: 24. August 2023               |

### Gastauftritte und Samplerbeiträge
- 2004: Wir rühren uns nicht vom Fleck auf Das Weltall ist zu weit von Die Sterne
- 2007: Wir Raven auf Exzess Express von Plemo feat. Torsun (Egotronic)
- 2010: Das hier ist Fußball (Naki Edit) auf dem Sampler St. Pauli Einhundert
- 2011: Ein bisschen Seele auf Oh, dieser Sound – Stars spielen Superpunk dem Tribut-Album für die Band Superpunk
- 2011: XOXO auf XOXO von Casper
- 2012: Me & You im Duett mit Alba Rohrwacher auf dem Soundtrack-Album des Films Glück
- 2013: Lesung des Märchens Der Wolf und die sieben jungen Geißlein auf dem Hörbuch Es War Einmal und Wenn Sie Nicht
- 2014: Black Angels auf dem Album Heartbeater – The Remix Album von Atomic
- 2014: Do They Know It’s Christmas? mit Band Aid 30 Germany
- 2015: Das kann hässlich werden auf Feelings aus der Asche von Olli Schulz

## Werke
- Wir könnten Freunde werden. Die Tocotronic Tourtagebücher. Ventil Verlag, Mainz 2000. ISBN 3-930559-79-X.
- Sophia, der Tod und ich. Kiepenheuer & Witsch, Köln 2015. ISBN 3-462-04793-0.
- Thees Uhlmann über Die Toten Hosen. Kiepenheuer & Witsch, Köln 2019. ISBN 978-3-462-05369-2

## Auszeichnungen
- 2011: HANS – Der Hamburger Musikpreis – Hamburger Künstler des Jahres
- 2011: 1 Live Krone – Bester Plan B Act
- 2021: 12. Deutscher Musikautorenpreis der GEMA in der Kategorie Komposition Pop/Rock[17]